# Мечеть Аріф Ага
Мечеть Аріф Ага (тур. Arif Ağa Camii) — мечеть, збудована Аріфом Агою у XV столітті, розташована в центрі Едірне, Туреччина.
Мечеть Аріф Ага в народі відома як Мечеть Кюнбед (тур. Künbed Camii). Мечеть, збудована з тесаного каменю та має квадратний план, розташована на місцевості, що має ухил з півдня на північ. Мінарет мечеті знаходиться в західному куті. Мечеть, яку відремонтувало регіональне управління фондів у 1992 році, була знову відкрита для богослужінь у 1993 році.